# تیلا دان
تیلا دان (انگلیسی: Teala Dunn) بازیگر سینما و تلویزیون اهل ایالات متحده آمریکا است. وی از سال ۲۰۰۲ تا کنون مشغول فعالیت هنری بوده است.
از فیلم‌ها یا مجموعه‌های تلویزیونی که وی در آن‌ها نقش داشته است، می‌توان به نظم و قانون: واحد قربانیان ویژه و افسون‌شده اشاره نمود.